# Antonio Buonomo (percussionista)

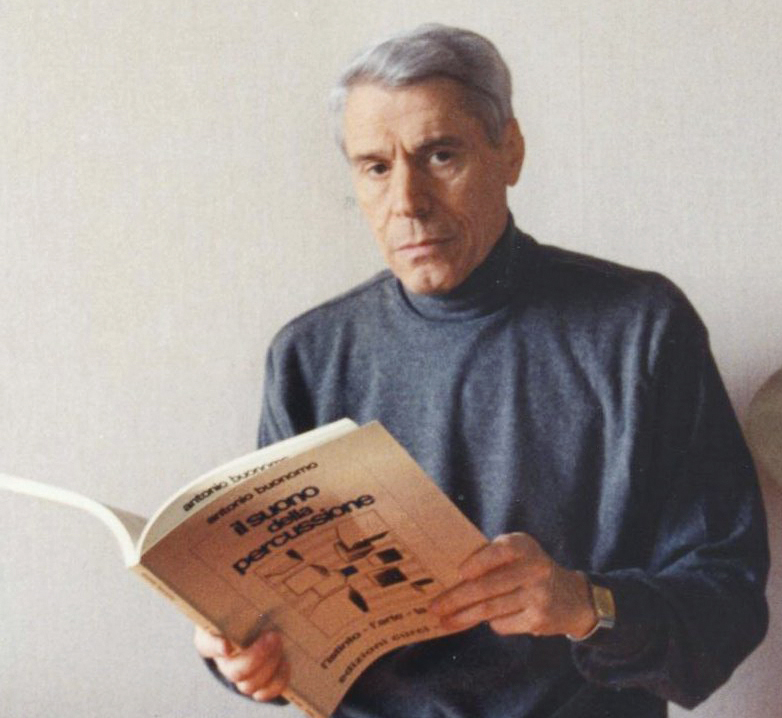
Antonio Buonomo

Antonio Buonomo (Napoli, 1932) è un compositore, percussionista e didatta italiano, noto a livello internazionale per le sue numerose opere didattiche. Le sue composizioni, eseguite e trasmesse in programmi radiofonici e televisivi, sono state utilizzate anche per spettacoli teatrali e di balletto, sigle radiofoniche e documentari televisivi.

## Biografia
Quinto di dieci figli, fu avviato subito agli studi musicali e a 12 anni già cantava nel coro delle voci bianche del Teatro di San Carlo, frequentava il conservatorio e si esibiva in pubblico, nei tanti locali sorti a Napoli per le forze di occupazione americane.

Ha calcato le scene assieme a miti del bel canto, come Beniamino Gigli, Tito Schipa e altri, accumulando esperienza musicale e teatrale. 

Come ha scritto Il Centro  (quotidiano dell’Abruzzo), «Il suo percorso artistico è sterminato e parte da lontano».

È stato direttore di uno dei primi gruppi europei di musica ritmica contemporanea, titolare di cattedra presso i conservatori di musica S. Pietro a Majella di Napoli, Luisa D'Annunzio di Pescara e Santa Cecilia di Roma. Primo timpanista dell’orchestra del Teatro di San Carlo di Napoli e de La fenice di Venezia e ha conosciuto e collaborato con personaggi di primo piano del panorama musicale mondiale come: Igor Stravinsky, Paul Hindemith, Hermann Scherchen, Arturo Benedetti Michelangeli e tanti altri.

Ha tenuto seminari e corsi internazionali di alto perfezionamento, formando alla sua scuola un’intera generazione di musicisti, oggi solisti di prestigiose orchestre e insegnanti di conservatori di musica.

In un’epoca nella quale le percussioni erano considerate strumenti adatti solo per accompagnamento, o per imitare colpi di cannone e fenomeni atmosferici, ha consegnato a un LP, contenente musica popolare, classica e contemporanea (Phonotype Record 1975), la prova che le percussioni possiedono tutti i parametri della triplice radice musicale; vale a dire: ritmo, melodia e armonia.

Nel 1983 ha fatto parte della commissione ministeriale che ha elaborato i programmi per lo studio degli strumenti a percussione e del solfeggio speciale per percussionisti; e nell’anno del Giubileo è stato chiamato dal Teatro dell’Opera di Roma, in qualità di assistente e consulente musicale del direttore d’orchestra, contribuendo alla realizzazione della Missa Solemnis pro Jubileo di Franco Mannino, eseguita in prima mondiale al Colosseo.

Come solista ha eseguito i brani più impegnativi del repertorio contemporaneo,  e opere d’avanguardia, in prima esecuzione, a rassegne e manifestazioni internazionali quali: Festival di Internazionale di Musica Contemporanea della Biennale di Venezia (1960/61); 
Edinburgh International Festival (1963);
Italy on Stage di New York (con Irene Papas) 1986.
Naturalmente, man mano che aumentava il suo impegno artistico, cresceva anche la sua popolarità, al punto che: il “Corriere della Sera”, nel novembre del 198,7 scrisse:  «è nel campo del ritmo una vera autorità: percussionista solista di fama internazionale e virtuoso del ramo, Antonio Buonomo è del pari un didatta versatile e appassionato che al suo argomento favorito, visto nella duplice ottica della tecnica pura delle percussioni e del ritmo in sé, ha già dedicato importanti pubblicazioni»; la  rivista della PAS (Percussive Arts Society) pubblicò una sua foto, alla guida dell’Ensemble Tempo d percussione; il sito Solo Artist Percussion gli  dedicò una recensione con foto, la Southern percussion, in una lunga recensione, ha definito il suo libro Beyond the rudiments un vero capolavoro. 
Il sito USA Italian Culture - The Art of Educating ha pubblicato una sua biografia con foto, assieme a grandi personaggi della cultura italiana come Maria Montessori e il libro Music Educators (pubblicato a Memphis Tennessee nel 2011), oltre alla biografia, gli ha messo anche il nome in copertina, assieme a leggende della musica come Pablo Casals.

## Profilo artistico
Con le sue opere didattiche, conferenze, seminari e concerti Antonio Buonomo cercò di valorizzare gli strumenti a percussione, dimostrando la loro autosufficienza, sia perché contenevano tutti i parametri della triplice radice musicale (ritmo, melodia e armonia) sia perché più ricchi di suoni armonici. Ossia di quei suoni che, a causa della loro eccessiva complessità, non possono essere definiti e, quindi, classificati fra i dodici suoni del sistema musicale.
A questo scopo scrisse opere teoriche come “Sapere per suonare”, composizioni ad hoc e partecipò a trasmissioni radiofoniche e televisive. 
Per chiarire ancora meglio il concetto relativo alla complessità dello studio ed esecuzione, negli anni 90 scrive il dodecalogo del percussionista e commenti al dodecalogo. Una sorta di precetti, o regole per lo studio, adottate da scuole e insegnanti.
Nel 2021 Acerra, Città della musica in provincia di Napoli, ha inaugurato, con un concerto dedicato,  il “Centro didattica degli strumenti a percussione Antonio Buonomo”. Edificio nel quale sono esposti opere didattiche,  narrativa, manifesti, onorificenze e articoli  dedicati al maestro.

## Opere

### Opere didattiche
1965 - Aldo e Antonio Buonomo - L'Arte della percussione (3 volumi Edizioni Suvini-Zerboni);

1967 - Aldo e Antonio Buonomo - Il batterista autodidatta (Edizioni Suvini-Zerboni);

1969 - Aldo e Antonio Buonomo - La tecnica del vibrafono (Edizioni Suvini-Zerboni)';

1973 - Aldo e Antonio Buonomo - Studi d'orchestra da Beethoven a Stockhausen (Edizioni Suvini-Zerboni)';

1979 - Antonio Buonomo - Musica d'insieme per strumenti a percussione (Edizioni Curci);

1982 - Antonio Buonomo - Il suono della percussione (Edizioni Curci);

1989 - Antonio Buonomo e Clara Perra - La musica tra ritmo e creatività (2 volumi Edizioni Curci);

1991 - Antonio Buonomo - Timpani* (Edizioni Curci);

1996 - Antonio Buonomo - Sapere per suonare (Edizioni Curci);

1998 - Antonio Buonomo - La Marimba* (Edizioni Curci);

2000 - Antonio Buonomo - La scuola di percussioni e batteria* DVD con libro in pdf (Edizioni Curci);

2001 - Antonio Buonomo - Nati per la batteria* libro con CD (Edizioni BMG Ricordi);

2004 - Antonio Buonomo - Beyond the rudiments** libro con CD (Edizioni Carisch);

2009 - Antonio Buonomo - Nati per la musica libro con audio book (Edizioni Curci);

2012 - Buonomo - Il vibrafono* tecnica – melodie all'italiana – improvvisazione jazz (Edizioni Suvini-Zerboni);

2013 - Antonio Buonomo - L'innato istinto della batteria libro con CD (apprendimento spontaneo per bambini e principianti)(Edizioni Curci);

2014 - Aldo e Antonio Buonomo - Metodo per tamburo e batteria jazz (edizione riveduta e aggiornata del II vol. de “L'arte della percussione”) (Edizioni Simeoli);

2018 - Antonio Buonomo - Davide Summaria - I classici della musica etnica* (I ritmi della danza nella didattica pianistica) - MP3 download (Edizioni Simeoli);

2019 - Antonio Buonomo - Davide Summaria - Danze etniche** (per ensemble di percussioni) - MP3 download (Edizioni Simeoli);

2019 - Antonio Buonomo - Biancaneve e le note parlanti* (Favola musicale da leggere, raccontare e recitare) (Edizioni Simeoli kids);

2019 - Antonio Buonomo - Le mani* (Lo strumento naturale per suonare e accompagnare) (Edizioni Simeoli kids);

2022 - Antonio Buonomo - L'alfabeto del batterista.percussionista* (Metodologia dalla A alla Z con esempi video ) (Edizioni Simeoli);

2023 - Antonio Buonomo - Dallo studio alla ribalta (Edizioni Simeoli);

2023 - Antonio Buonomo - Solfeggio e interpretazione musicale di genere classico, jazz e contemporaneo (Edizioni Curci);

2023 - Antonio Buonomo - Elenco opere didattiche, composizioni e narrativa con stralci di recensioni.

(*)  Testo italiano-inglese

(**) Testo italiano, inglese, tedesco e spagnolo

### Narrativa
2010 - Antonio Buonomo - L'arte della fuga in tempo di guerra - vita di un musicista fra dramma e melodramma  (Edizioni Effepi libri).

2020 - Antonio Buonomo - Dichiarazioni d'amore e di guerra - Edizione speciale centenario Edizioni Simeoli  (Edizioni Simeoli).

2020 - Antonio Buonomo - Quando il jazz lo facevano i tamburi  - Storia, analisi e  apprendimento  della musica ritmica e del ritmo delle parole - Edizione speciale centenario Edizioni Simeoli  (Edizioni Simeoli).

2021 - Antonio Buonomo - Battute e frasi celebri di musicisti - Agenda di frasi e motti da Bach a SchÖmberg , prefazione della figlia Carmen (Edizioni Simeoli).

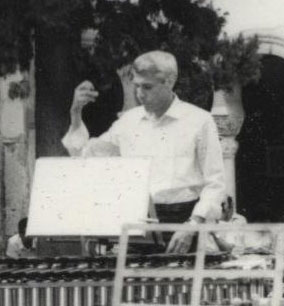
La vita ritmica dell’insieme nel movimento delle mani

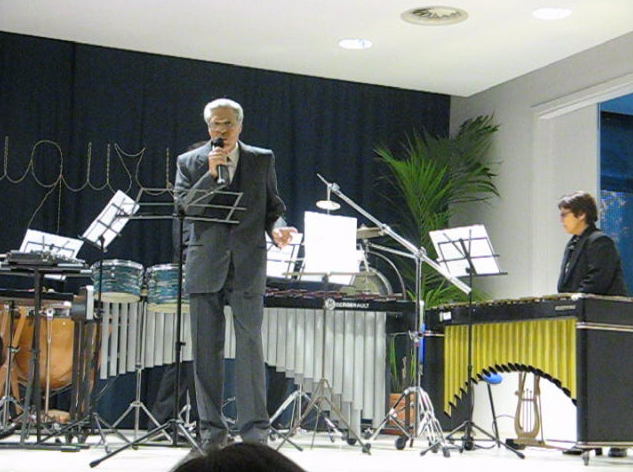
presentazione Leggenda Valacca in chiave contemporanea

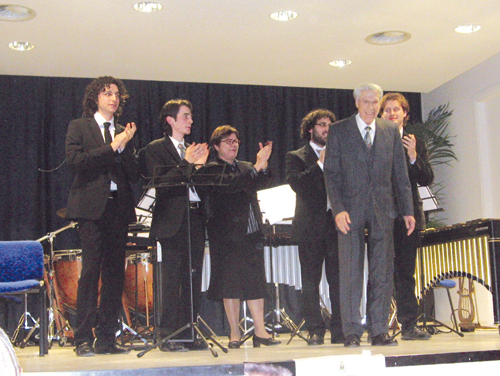
Applausi bipartisan alla “prima” della Leggenda Valacca

## Principali composizioni eseguite e pubblicate
- Spazio zero ricercare per corde vocali e oggetti strumento (prima esecuzione RAI 1975);
- Vuoto per mimi, voce recitante e pubblico (prima esecuzione Rassegna Avanguardia e Ricerca Musicale a Napoli negli anni '70);
- Akwadum opera segnalata dalla giuria del Concorso Nazionale di Composizione di musica per ragazzi, indetto dalla Provincia di Como, eseguita in prima assoluta all'Auditorium del Conservatorio G. Verdi di Como (Edizioni Curci);
- Afrikania prima esecuzione Inaugurazione stagione “Agimus” Napoli 1975 (Edizioni Curci);
- Leggenda Valacca elaborazione in chiave contemporanea della famosa Angel's Serenade di Gaetano Braga, commissionata a Buonomo dall'Amministrazione Comunale della città natale dell'autore, in occasione del centenario della sua scomparsa.
Prima esecuzione Kursal di Giulianova (Edizioni Curci);
- Bach per strumenti a percussione prima esecuzione RAI 1976 (Edizioni Curci);
- Kluster prima esecuzione Stagione Concertistica Accademia Musicale Pescarese (Edizioni Curci);
- La strada del ritorno prima esecuzione “Concerti Ravello” (Edizioni Curci);
- Metallo dolce prima esecuzione Sala Scarlatti del Conservatorio di Napoli (Edizioni Curci);
- Latino classico prima esecuzione Auditorium Conservatorio S. Cecilia - Roma (Edizioni Curci);
- La battaglia di Gerico prima esecuzione Teatro delle Arti - Roma (Edizioni Curci);
- Suoni a fior di pelle prima esecuzione concorso internazionale per tamburo Conservatorio “N. Piccinni” di Bari (Edizioni Curci);
- 4 antiche danze ungheresi (trascrizione) prima esecuzione Teatro Cilea Napoli (Edizioni Curci);
- Deep River prima esecuzione Teatro delle Arti - Roma (Edizioni Piccola Vela);
- Go Down Moses prima esecuzione Teatro delle Arti - Roma (Edizioni Piccola Vela);
- Alla turca (trascrizione - Edizioni Curci);
- Oro Cristof* 5 fogli per un timpanista (Edizioni Curci).

### Composizioni di musica leggera
Occhi sognanti (canzone slow);

Tango del veliero ;

Bolero classico;

Marialuì

### Liriche
La strada del ritorno (Edizioni Curci);

Vuoto;

Primavera all'antica (su musica di D. Summaria);

Ritmo amico;

Foglie di lacrime (su musica di D. Summaria);

Le due anime del tamburo.